# Kathedrale St. Mariä Himmelfahrt (Chur)

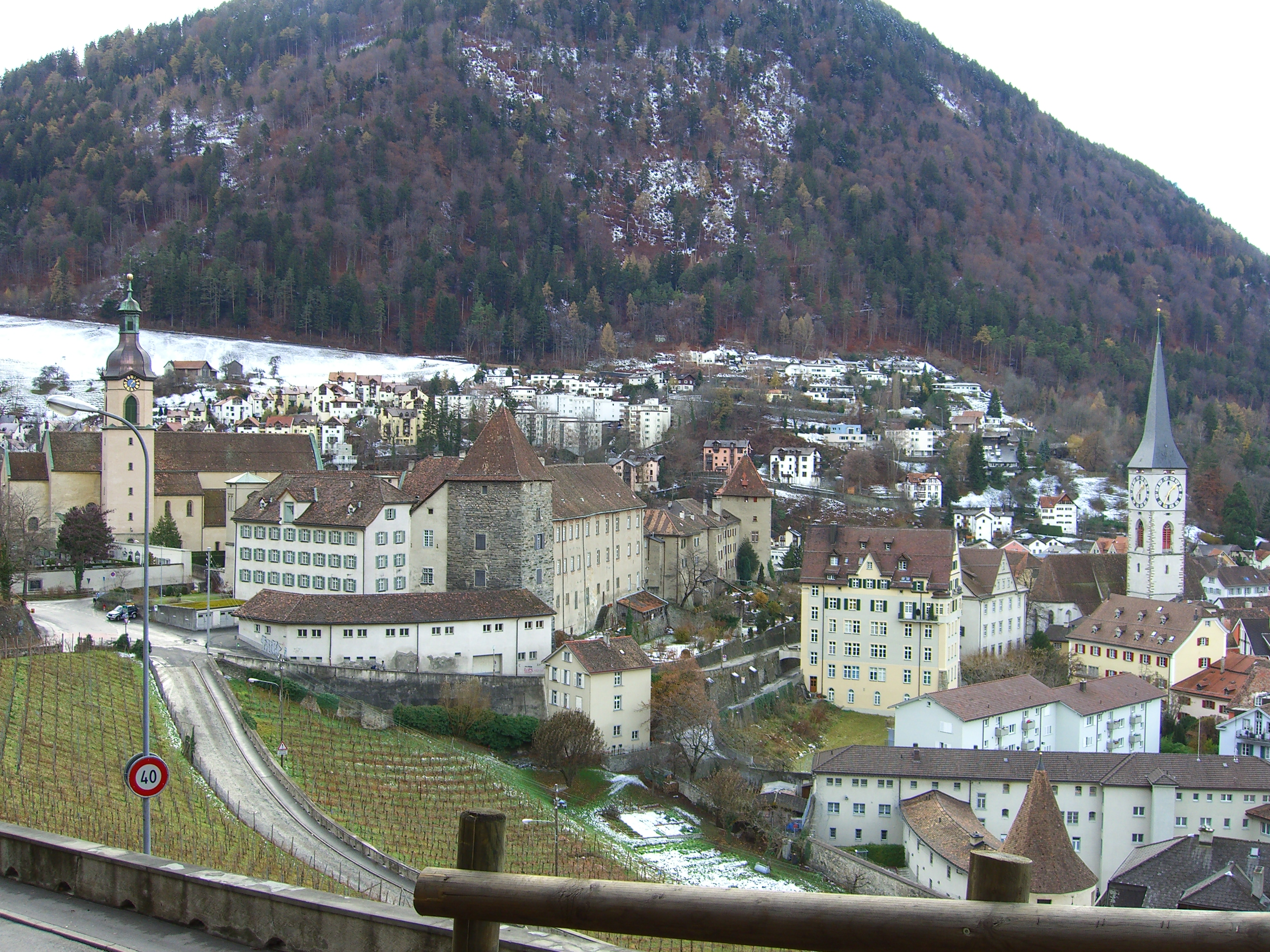
Churer Hofquartier mit Kathedrale (links) und bischöflichem Schloss

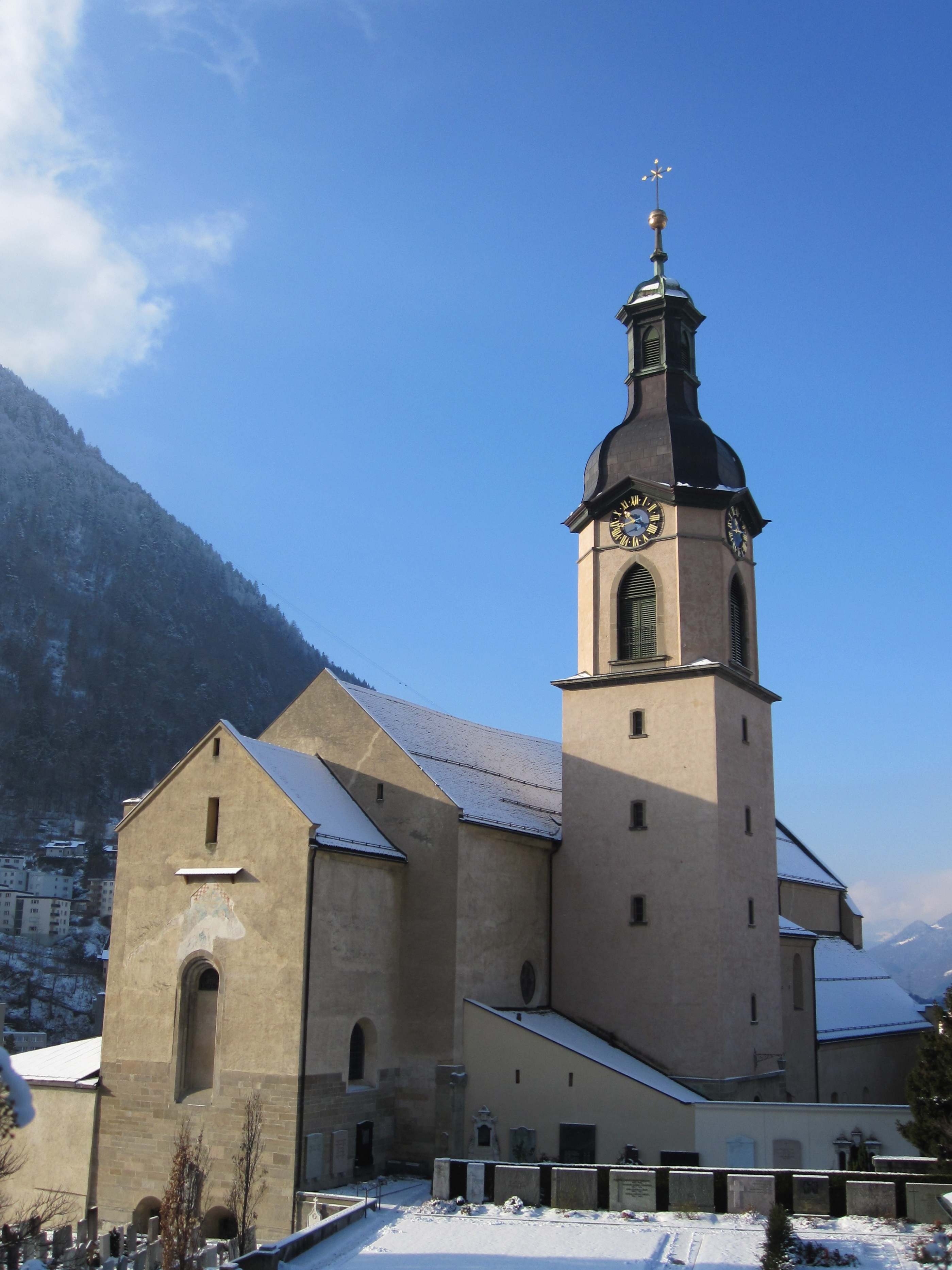
Die Kathedrale von Norden

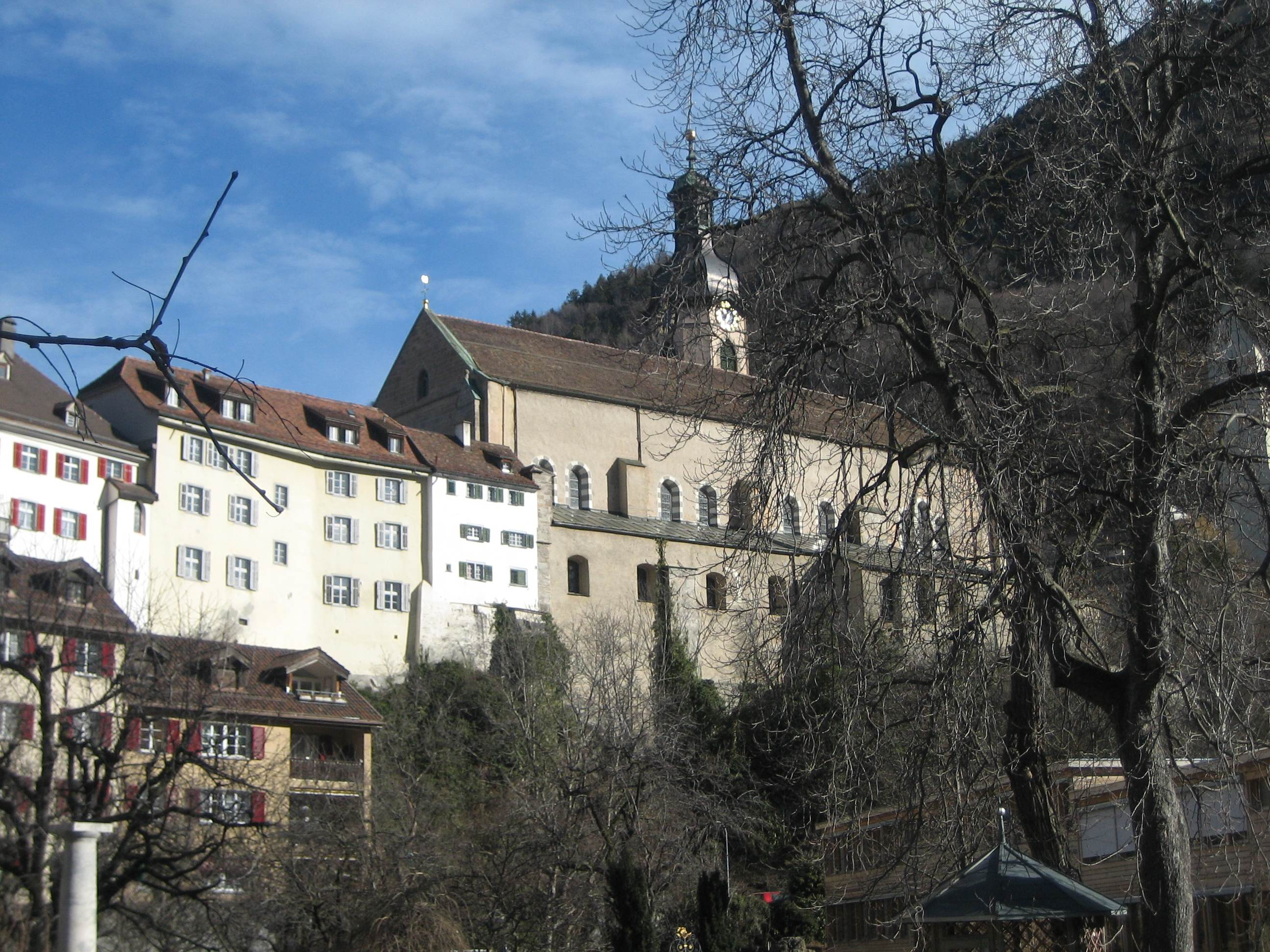
Die Kathedrale von Westen

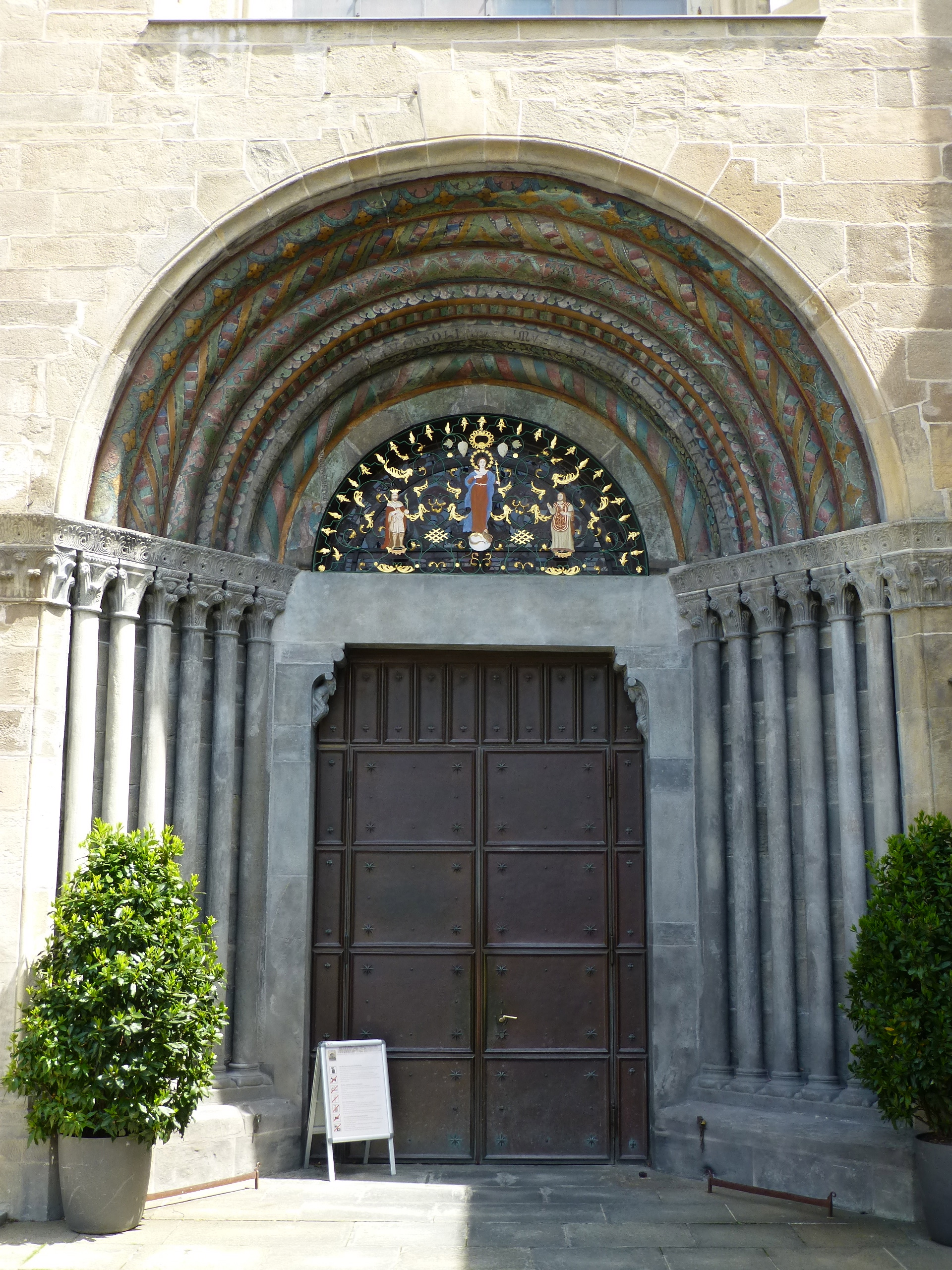
Eingangsportal der Kathedrale

Die Kathedrale St. Mariä Himmelfahrt in Chur, Kanton Graubünden, Schweiz, ist die nach der Himmelfahrt Mariens benannte Bischofskirche des Bistums Chur und hat die Adresse Hof 15, 7000 Chur. Die Residenz des Churer Bischofs, das Bischöfliche Schloss, liegt im Hof der Kathedrale direkt gegenüber.

## Geschichte
Das Bistum Chur entstand im 4. Jahrhundert im Territorium von Churrätien. Im Jahre 451/52 wurde mit Asinio erstmals ein Bischof der Diözese Chur urkundlich erwähnt. Man kann davon ausgehen, dass die erste Kathedrale um das Jahr 450 erbaut wurde. Das ursprünglich Mailand unterstellte Bistum wurde 831 dem Erzbistum Mainz zugeschlagen, unter welchem es bis 1803 verblieb.
Den Churer Bischöfen gelang es bereits bald, ihre feudale Macht zu festigen. Ab dem 12. Jahrhundert besassen sie den Rang eines Reichsfürsten. Im Zuge der Reformation um 1524 wurde der bischöfliche Hof konfessionell und politisch zur Enklave. Diese Sonderstellung als von der Stadt unabhängiges, rein bischöfliches Territorium behielt er bis zur Kantonsverfassung von 1854 bei. Erst ab 1854 wurde der Zuzug katholischer Bürger möglich, denen fortan die Kathedrale als Volkskirche diente. 1880 wurde die Dompfarrei Chur errichtet.

## Baugeschichte
Der heutige Bau der Kathedrale wurde 1150 bis 1272 als spätromanische Pfeilerbasilika errichtet. Der Entschluss dazu fällt etwa in die Zeit von Bischof Adalgott (1151–1160). Dem Stand der Forschungen entsprechend wurde der Bau von Osten begonnen und erstreckte sich über mehrere Etappen, in welchem Stück für Stück der Vorgängerbau dem Neubau wich. Nach ungefähr 120-jähriger Bauzeit wurde die vollendete Kathedrale am 19. Juni 1272 geweiht.
1828/1829 erhielt die Kathedrale in Folge des Hofbrandes vom 13. Mai 1811 ihren heutigen Turm mit geschwungener Haube, der auf den Fundamenten des vorherigen, um 1500 erbauten Turms neu errichtet wurde.
Wie eine Kirchenburg thront die Kathedrale mit dem Bischöflichen Schloss und den Domherrenhöfen als kirchlicher Bezirk auf einer Felsterrasse über der Altstadt von Chur. Bei archäologischen Grabungen wurden an diesem Ort Spuren eines spätrömischen Kastells aus dem 4. Jahrhundert gefunden. Man nimmt an, dass die Römer die einzigartige Lage des Felsvorsprungs als Sitz für die Führung der Provinz Rätien genutzt haben.

### Aussenbau
Der von aussen schlicht wirkende Baukörper der Kathedrale ist kubisch geschlossen. Das Hauptportal in der Mitte der Westfassade entstand um 1250, es wird von zwölf schlanken Säulen auf attischen Basen eingerahmt. Im Tympanon befindet sich ein Gitter von 1730, das Maria umgeben von den beiden Bistumspatronen Luzius und Florinus darstellt. Darüber befindet sich das grosse romanische Westfenster.
Die auffällige Löwenskulptur an der äusseren Nordostecke des Chores stammt vom Anfang des 13. Jahrhunderts. An der äusseren Ostwand des Chores findet sich über dem hohen romanischen Rundbogenfenster das Bildfragment einer Kreuzigungsszene aus dem ersten Drittel des 14. Jahrhunderts.

### Innenraum
Das Langhaus der spätromanischen Pfeilerbasilika gliedert sich in drei grosse, fast quadratische Joche. Der erhöht liegende Chor hat dieselbe Breite wie das Mittelschiff und ist über seitliche Treppen zugänglich. Unter dem Chor befindet sich eine zweiteilige Krypta. In dieser befanden sich die Familiengruften der adligen Ministerialenfamilien (von Juvalt, von Castelmur, und andere mehr). Die Friien von Juvalt hatten in der Krypta ein eigenes (jetzt verschwundenes) Altar Corporis Christi an der rechten Seite dessen, an der Mauer, das um 1617 entfernte Juvaltische Wappen stand. Dem Mittelschiff sind zwei Seitenschiffe zugeordnet, an das südliche Seitenschiff schliesst sich im Osten die Laurentius-Kapelle an. Ihr folgt noch weiter östlich die zweigeschössige Sakristei.
Bei Betrachtung des Grundrisses fällt eine starke Asymmetrie auf, die vielleicht auf den schwierigen topographischen Bedingungen beruht, vielleicht aber auch theologisch erklärbar sein mag: der nach Norden abknickende Chor könnte im Gesamtkontext des Grundrisses das geneigte Haupt Christi am Kreuz symbolisieren. Die Architektur der Kathedrale birgt eine Vielzahl individueller Lösungen, die zu einem besonderen Raumeindruck führen.

### Restaurierung
1921 bis 1926 erfolgte eine Gesamtrenovation. Von 2001 bis 2007 wurde die Kathedrale einer umfassenden Restaurierung unterzogen. Diese hatte die Konservierung der über die Jahrhunderte gewachsenen Bausubstanz als Schwerpunkt. Nach siebenjähriger Planungs- und Bauzeit durch die Architekten Rudolf Fontana und Gioni Signorell wurde das Bauwerk am 7. Oktober 2007 im Rahmen eines Gottesdienstes unter der Leitung des emeritierten Bischofs Amédée Grab und im Beisein von Diözesanbischof Vitus Huonder wieder geweiht und symbolisch der Kirchgemeinde und Öffentlichkeit übergeben. Das Budget für die Restaurierungsarbeiten von 22 Millionen Franken konnte dank Beiträgen von Bund, Kantonen und kirchlichen Körperschaften sowie Spenden von Privaten und Unternehmen eingehalten werden.

## Ausstattung
Aus der Spätgotik stammen die Knospenkapitelle am Stufenportal und der geschnitzte Hochaltar (Fertigstellung 1492) von Jakob Russ, ein Sakramentshäuschen sowie ein Fresko des Waltensburger Meisters. Die Kapelle des Heiligen Laurentius besitzt ein Netzgewölbe von 1467.

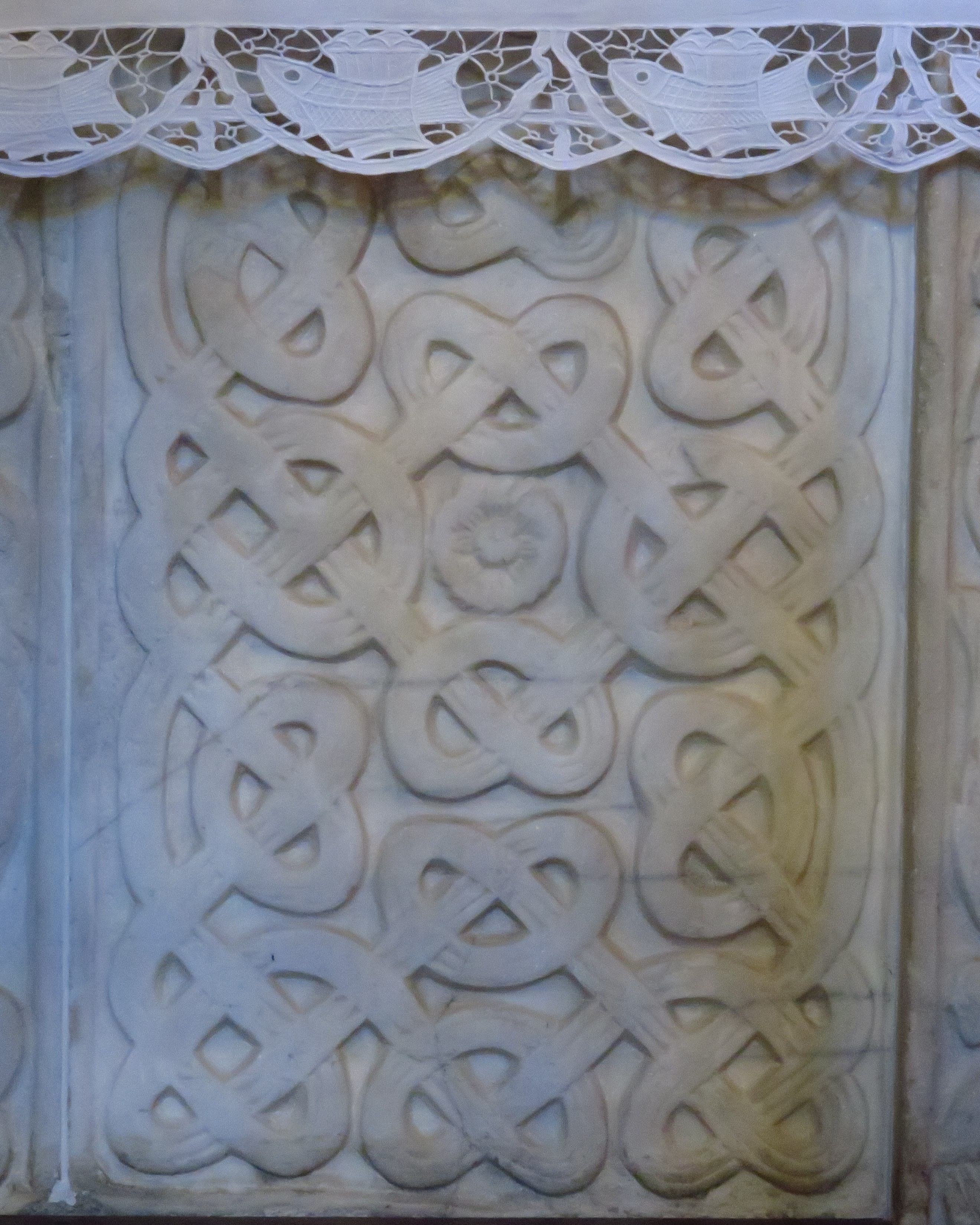
Platte mit Flechtwerk, Anfang 9. Jahrhundert
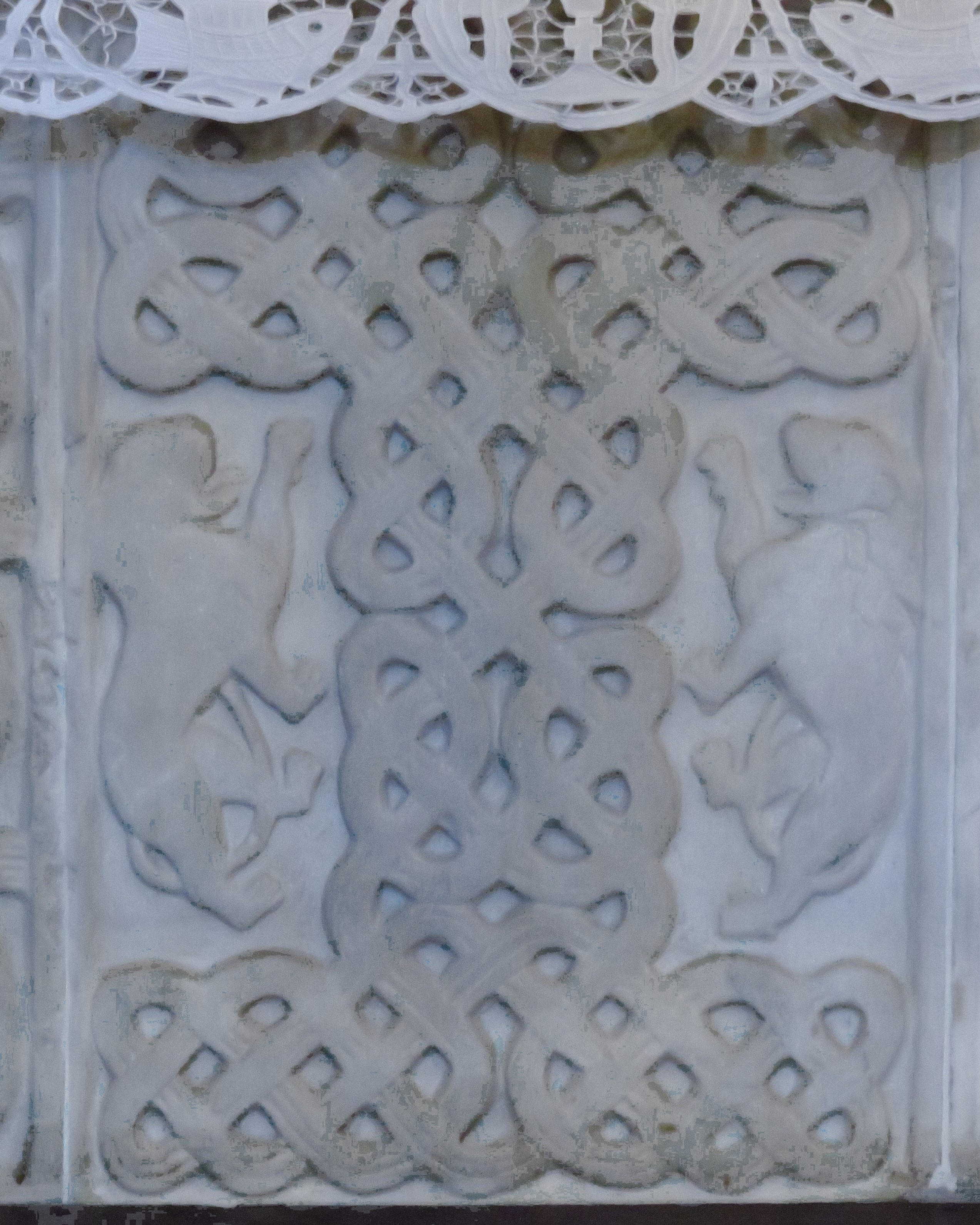
Platte mit Flechtwerk und zwei Löwen, Anfang 9. Jh.
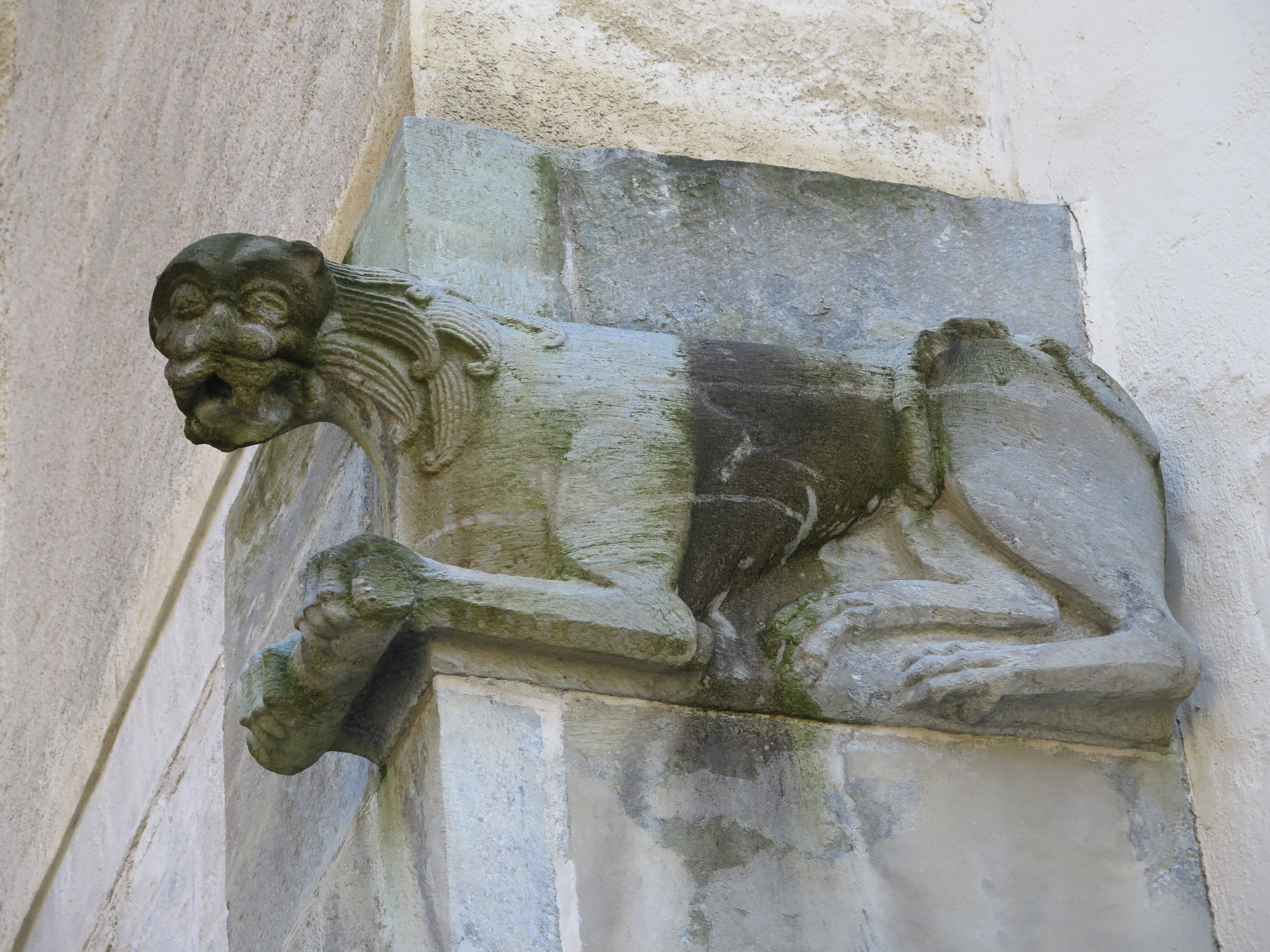
Löwe an der Aussenwand
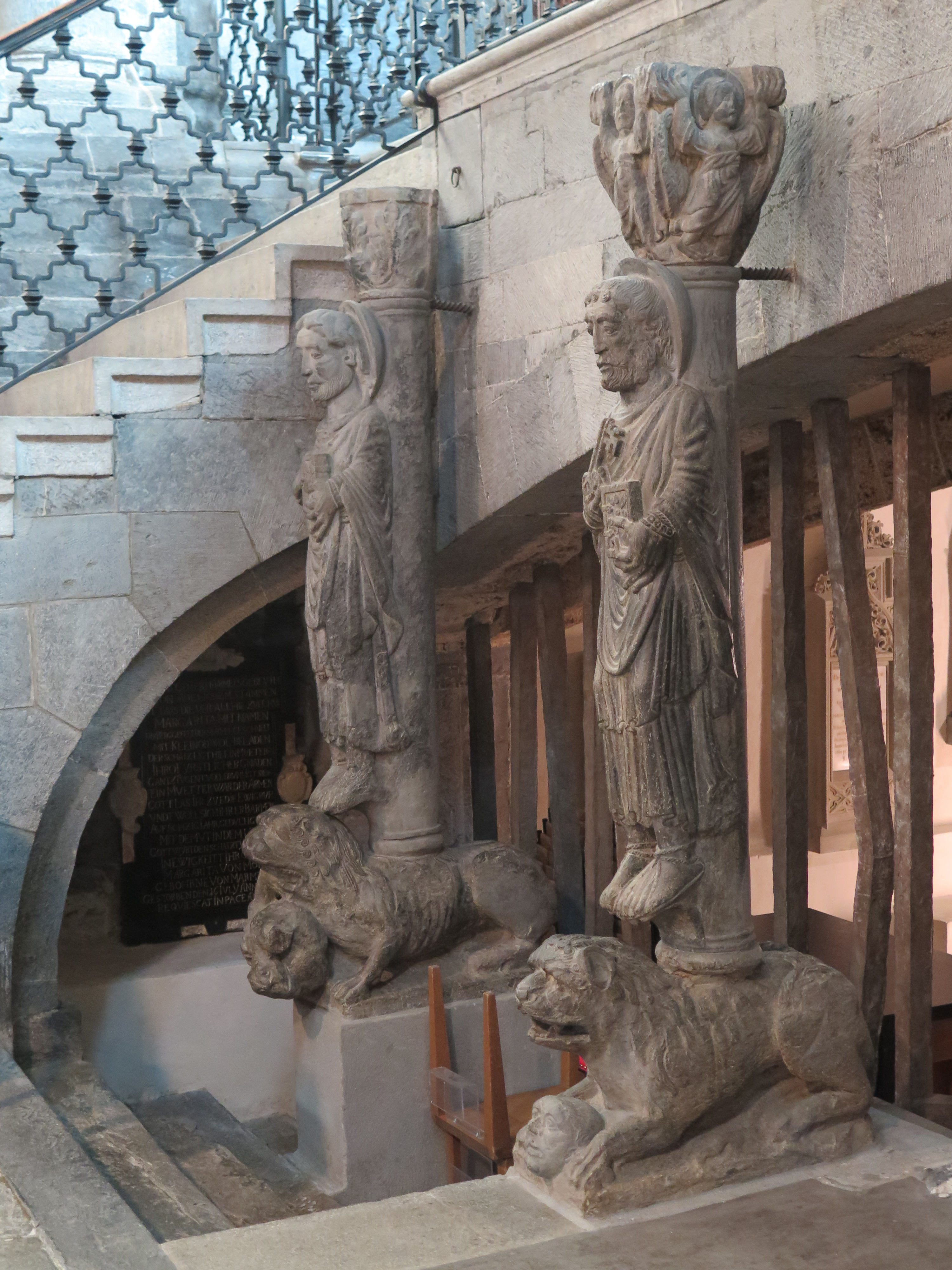
Apostelsäulen
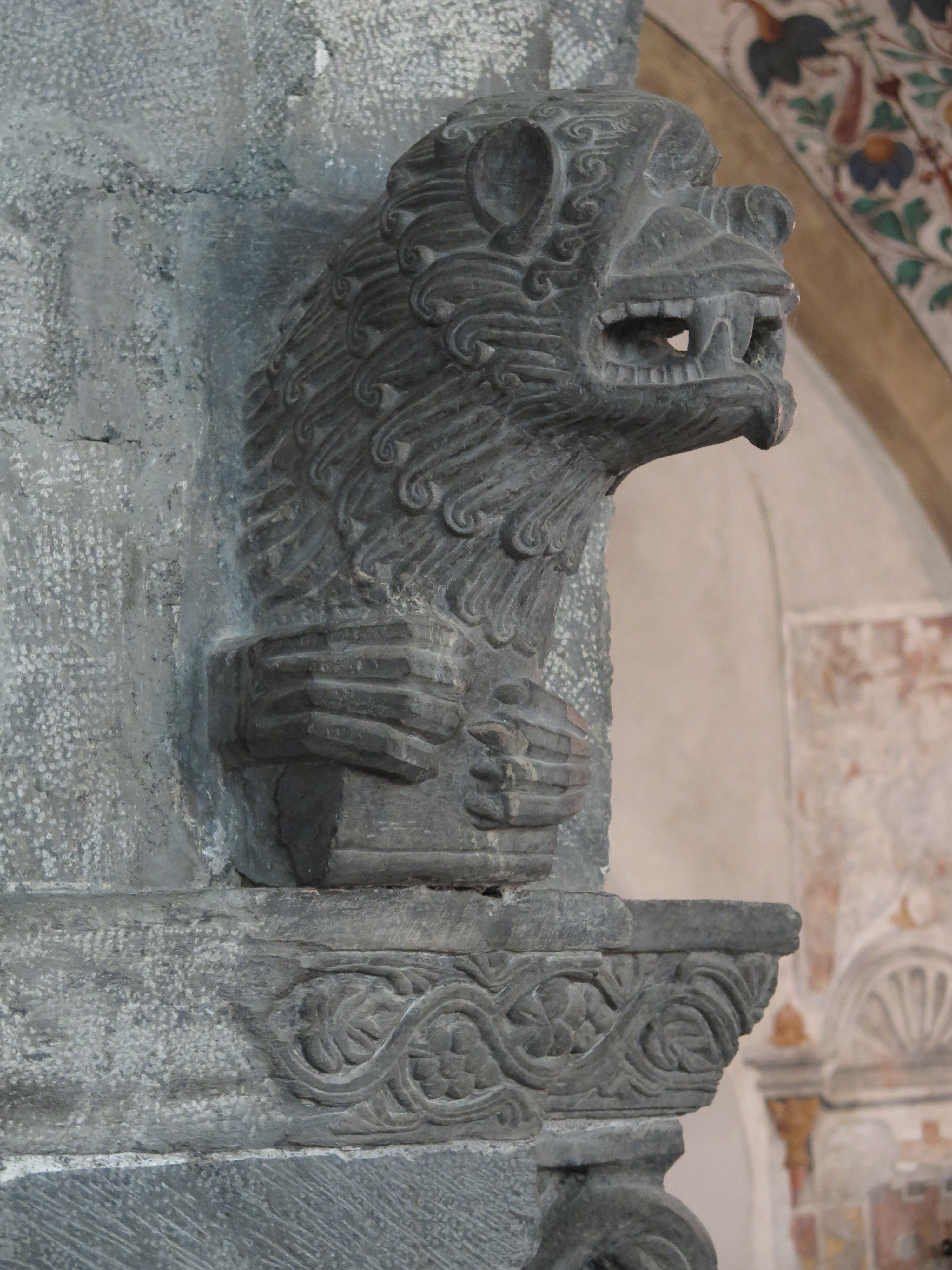
Wächterlöwe
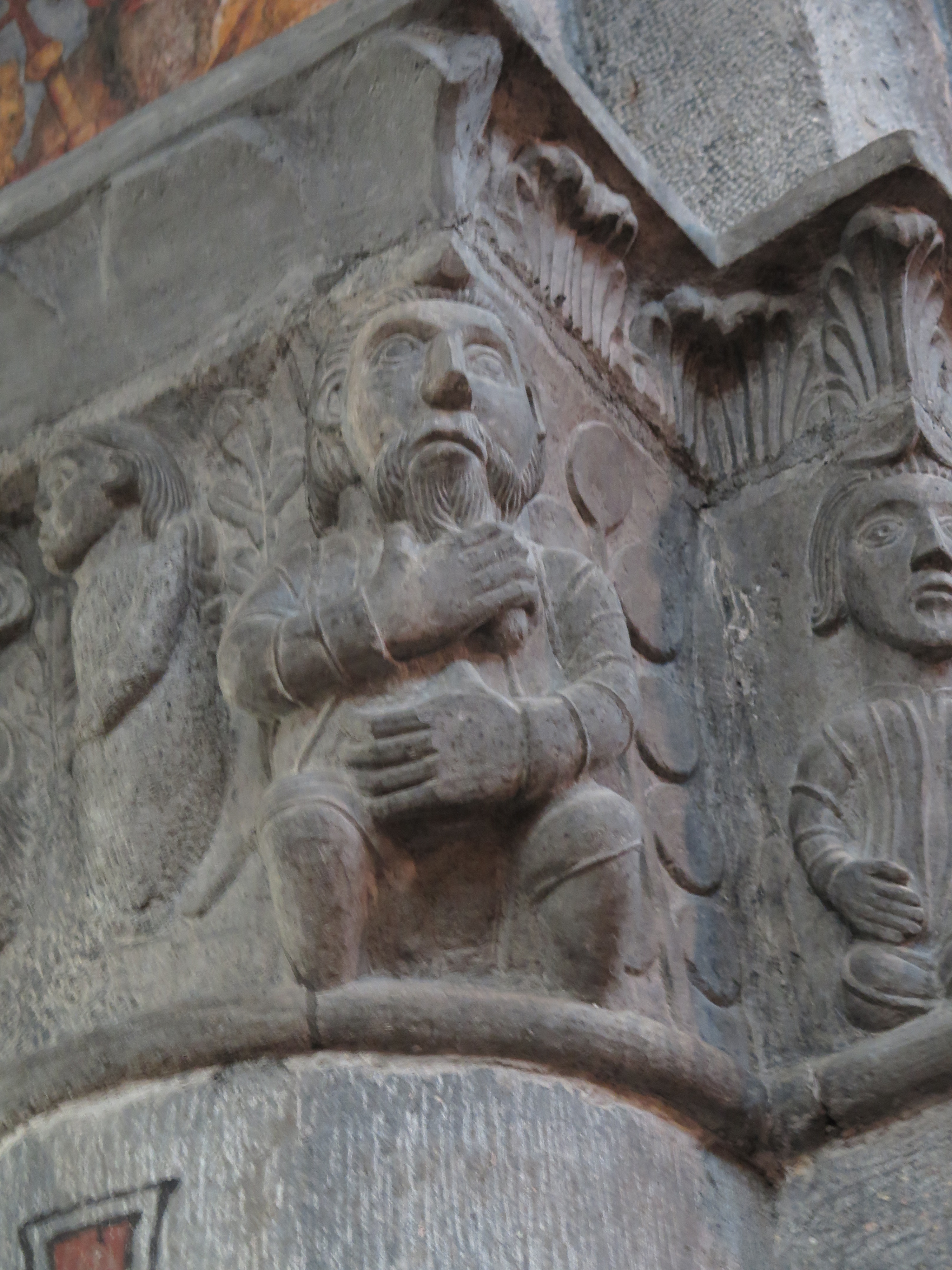
Kapitell: Ein Mann schwört zu fremden Göttern
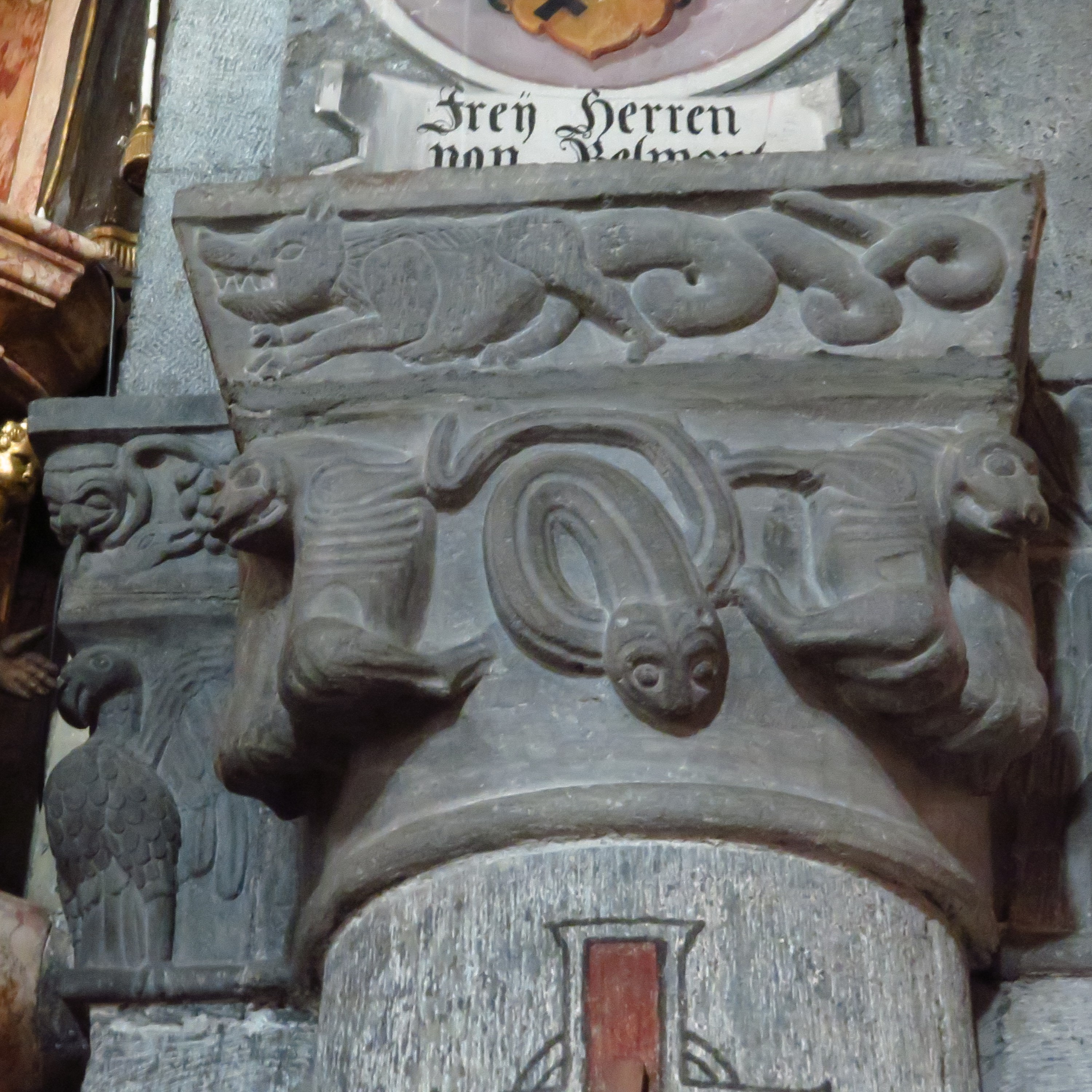
Kapitell: Ungeheuer und Schlange zwischen zwei Löwen
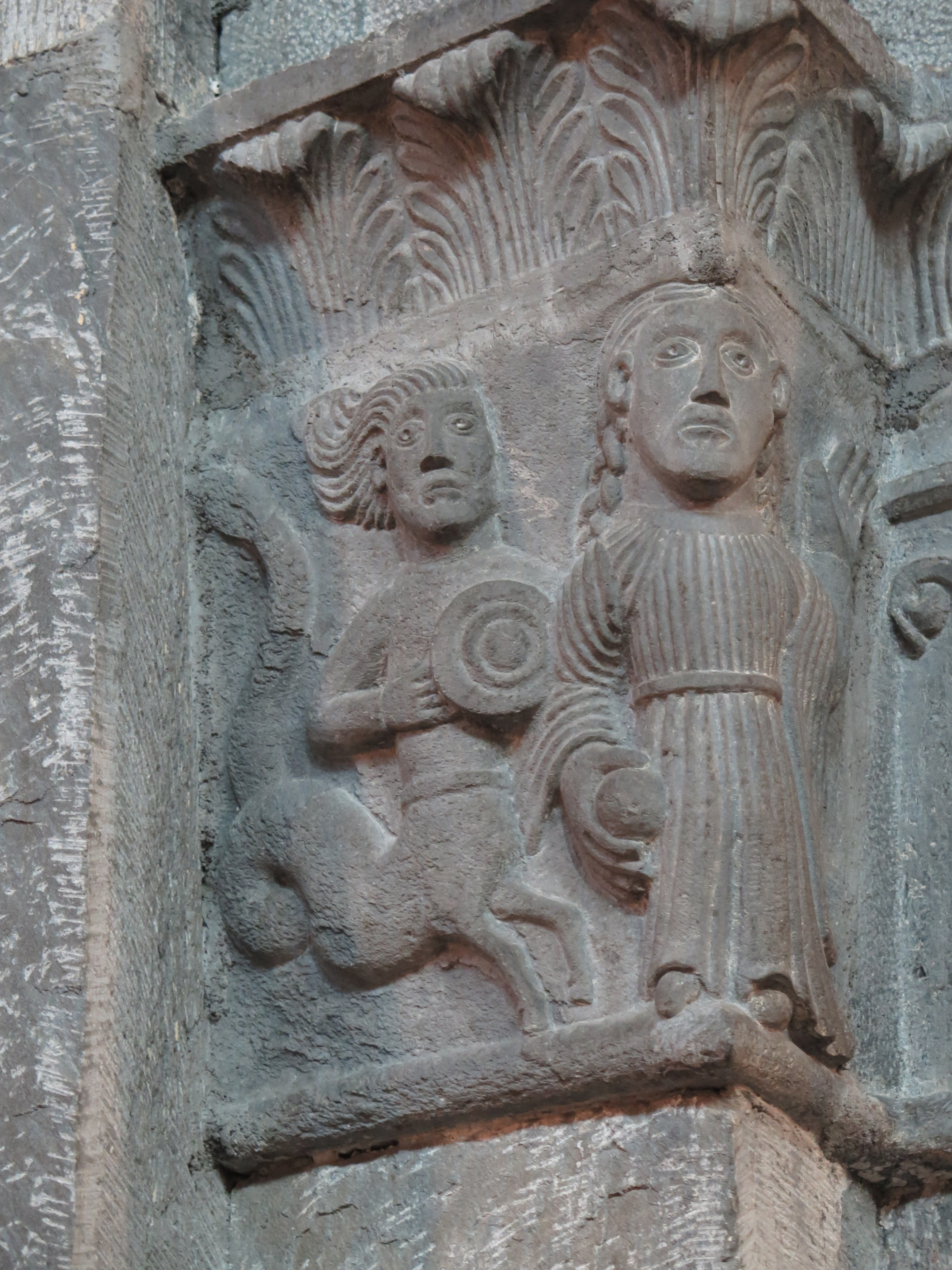
Kapitell: Fabelwesen und Frau mit Apfel (Eva)

### Langobardische Reliefplatten (8. Jahrhundert)
Die älteste erhaltene Plastik der Kathedrale stammt wahrscheinlich aus dem Vorgängerbau, der sogenannten Tello-Kathedrale. Es sind Reliefplatten aus weissem Laaser Marmor. Sie stammen aus dem 8. Jahrhundert und gelten als Meisterwerk langobardischer Plastik. Sie zeigen Flechtwerkornamente mit Tieren (Löwen u. a.) oder Spiralranken mit Blättern und Trauben. Heute verkleiden die Platten die Mensa des Laurentius-Altars von 1545.

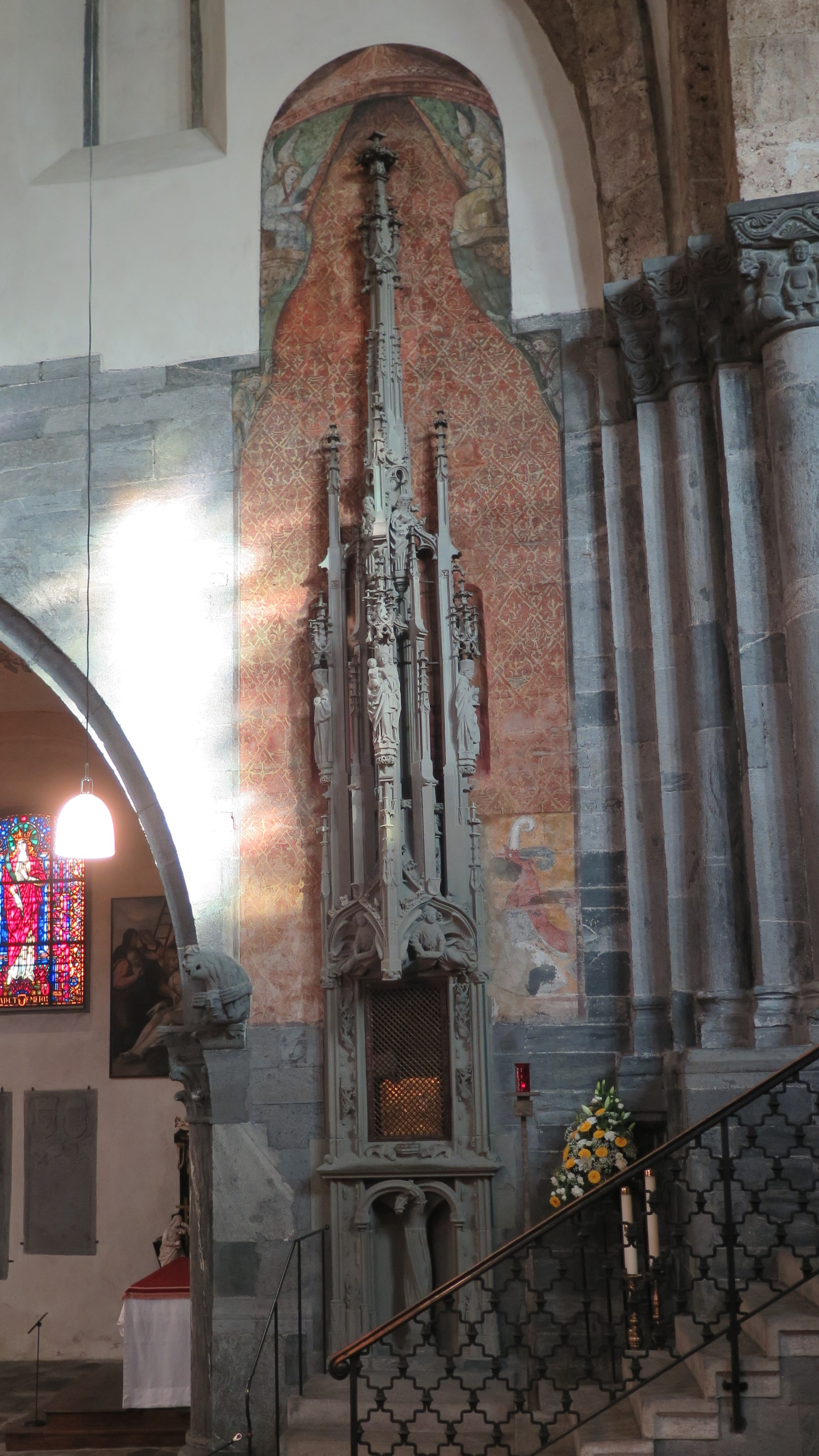
Sakramentshäuschen, 1484

### Romanische Kapitelle
Die romanischen Säulenkapitelle entstanden während der Bauzeit der heutigen Kathedrale. So zeigen die verwendeten Formen verschiedene Entwicklungsstufen: vom romanischen Würfelkapitell in der Krypta bis zum frühgotischen Knospenkapitell am Hauptportal. Den Höhepunkt bilden die Figurenkapitelle im Chor und im östlichen Langhaus, Meisterwerke von Steinmetzen des 12. Jahrhunderts, deren Namen nicht überliefert sind.

### Apostelsäulen
Die vier Apostelsäulen zählen zu den herausragenden Bildwerken des Mittelalters. Zusammen mit dem Löwenreiter in der Vorkrypta und den beiden Wächterlöwen am Choraufgang entstammen sie wahrscheinlich einem lettnerartigen Aufbau über dem Kreuzaltar (um 1220). Die Apostelsäulen befinden sich heute am Eingang zur Krypta, ihr Meister ist nicht namentlich überliefert.

### Spätgotisches Sakramentshäuschen
Der Tabernakel zählt als Meisterwerk der Spätgotik zu den bedeutendsten Werken dieses Genres in der Schweiz. Das feingliedrige Kunstwerk trägt die Jahreszahl 1484 sowie ein Wappen des Bischofs Ortlieb von Brandis (1458–1491). Das Werk wird Steinmetz Meister Claus von Feldkirch zugeschrieben.

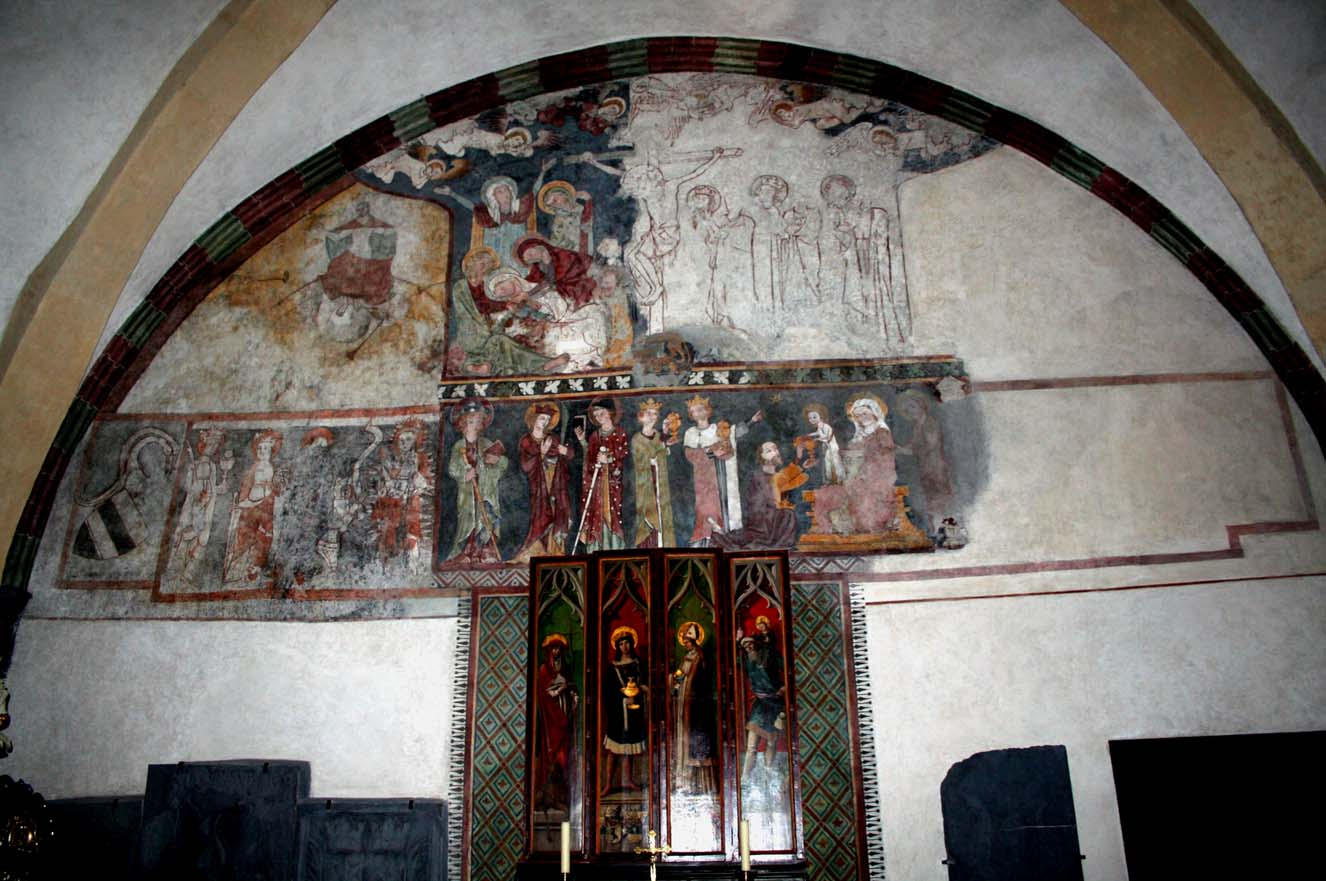
Fresken am Westjoch des nördlichen Seitenschiffes

### Wandmalereien der Gotik
Ein bedeutender gotischer Bilderzyklus, aus mehreren Malschichten bestehend, befindet sich im Westjoch des nördlichen Seitenschiffes. Der ältere Teil der Malereien aus der Zeit um 1330–1340 wird dem Waltensburger Meister zugeschrieben. Die Kreuzigung Christi bildet den Mittelpunkt des Bogenfeldes, links davon findet sich das seltene Motiv einer Marienohnmacht. Die Fresken sind im oberen Viertel nur fragmentarisch erhalten und dort lediglich als Vorzeichnung zu sehen. 
Der Bilderzyklus am linken unteren Rand des Bogenfeldes ist weniger aufwändig gearbeitet und stammt wahrscheinlich vom Rhäzünser Meister (Wende zum 15. Jh.). Das Fragment darüber, ein Weltgericht, stammt aus nachreformatorischer Zeit (16./17. Jh.).

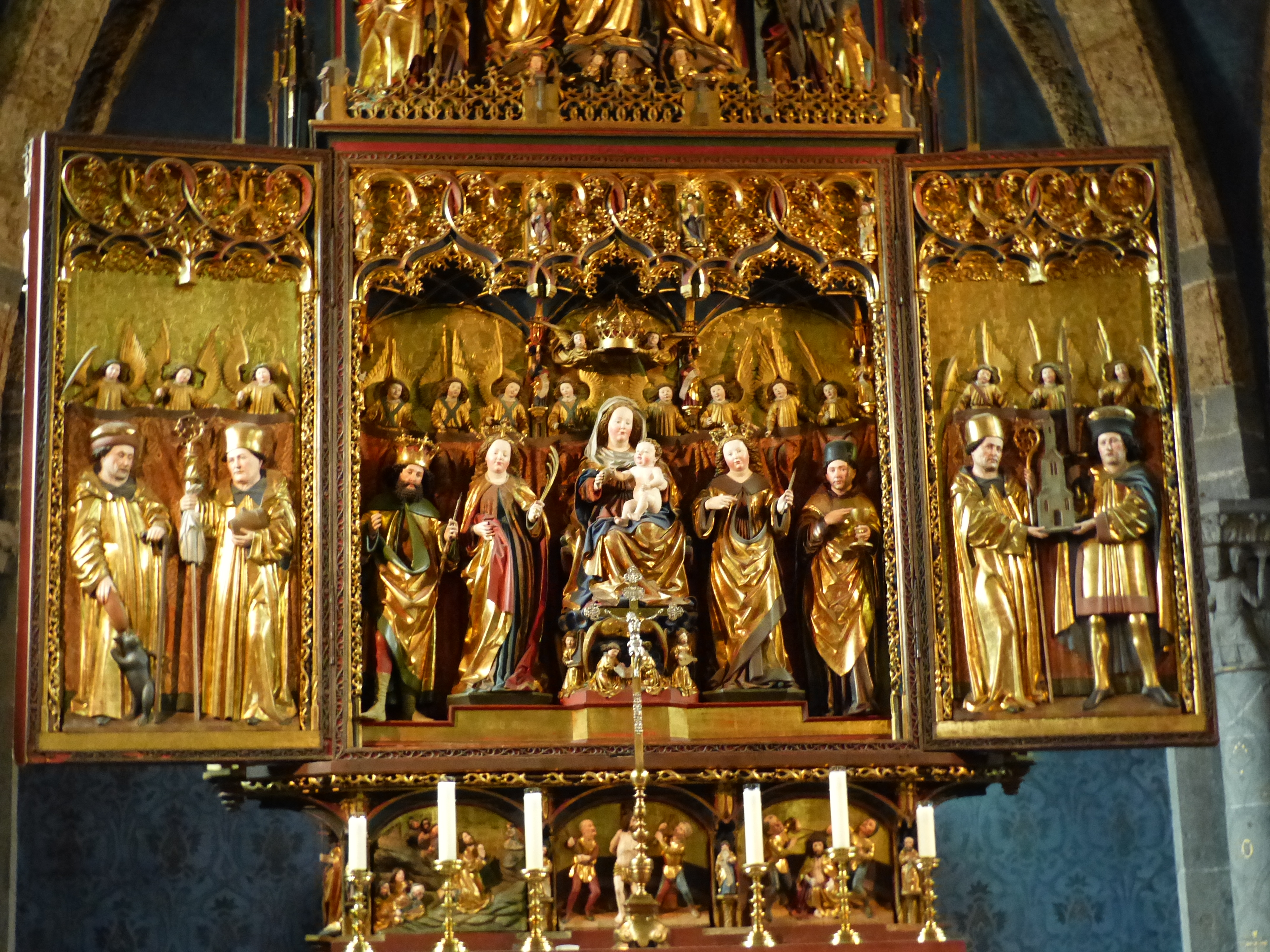
Hochaltar (Detail)

### Altarbilder
Mehrere wertvolle, auf Holz gemalte Altarbilder (spätmittelalterliche Heiligen-Darstellungen) wurden in der Nacht vom 6. auf den 7. Oktober 1993 aus der Kathedrale geraubt, die Einbrecher beschädigten dabei weitere Kunstwerke. Nach mehr als vier Jahren internationaler Fahndung stellten Carabinieri an Ostern 1998 das Diebesgut in der Emilia-Romagna sicher.

### Deckendekoration des 17. Jahrhunderts
Die Deckengemälde der Seitenschiffe entstammen dem 17. Jahrhundert. Die Ostjoche wurden im ersten Drittel des 17. Jahrhunderts in graziler Formensprache der Frührenaissance gestaltet, die Flugi-Kapelle im südlichen Westjoch ist im Stil des italienischen Barock ausgestattet. Die beiden mittleren Seitenschiffjoche erhielten ihre Deckendekoration im letzten Viertel des 17. Jahrhunderts, wahrscheinlich von Johann Christoph Guserer († 1707).

### Orgeln
Die Kathedrale Chur verfügt über zwei Orgeln, die beide im Jahr 2007 von zwei verschiedenen Schweizer Werkstätten neu erbaut wurden.

#### Hauptorgel
Die Hauptorgel weist eine besondere architektonische Gestaltung auf. Ihr Gehäuse besteht aus zwei Türmen, die direkt auf dem Boden des Kirchenschiffs stehen. In der Umkehrung des herkömmlichen Prinzips wird die Empore hier von der Orgel getragen. Das Westfenster der Kathedrale bleibt dabei vollständig frei. Etwa ein Drittel der 3244 Pfeifen stammen aus der ursprünglichen Goll-Orgel von 1887. Auf den Klangeigenheiten dieses Materials wurde von der Orgelbau Kuhn das neue Instrument aufgebaut. 
Die Orgel ist in einem Gehäuse aus dunkel gebeiztem Elsbeerbaum untergebracht. Sie hat eine Gesamthöhe von 11,63 Metern und ein Gesamtgewicht von 15,2 Tonnen (ohne Empore). Das Instrument hat 41 Register (dazu kommen 2 Transmissionen) auf 3 Manualen und Pedal. Die Spieltrakturen sind mechanisch, die Registertrakturen sind als Doppelregistratur ausgestattet. Das Instrument ersetzte eine Gattringer-Orgel aus dem Jahr 1938. Die grosse Orgel wurde im Rahmen der jüngsten Kathedralrenovierung von der EMS-Chemie AG gestiftet.
| I Hauptwerk C–c4 |       |
| Principal        | 16′   |
| Principal        | 08′   |
| Gedeckt          | 08′   |
| Flauto           | 08′   |
| Gamba            | 08′   |
| Octave           | 04′   |
| Flöte            | 04′   |
| Quinte           | 2 ⁄3′ |
| Superoctave      | 02′   |
| Mixtur V         | 02′   |
| Cornett III–V    | 08′   |
| Tuba             | 16′   |
| Trompete         | 08′   |

| II Positiv C–c4 (schwellbar) |       |
| Geigenprincipal              | 8′    |
| Wienerflöte                  | 8′    |
| Salicional                   | 8′    |
| Octave                       | 4′    |
| Rohrflöte                    | 4′    |
| Sesquialtera II              | 2 ⁄3′ |
| Flauto                       | 2′    |
| Mixtur IV                    | 1 ⁄3′ |
| Oboe                         | 8′    |
| Tremulant                    |       |

| III Schwellwerk C–c4 |       |
| Bourdon              | 16′   |
| Diapason             | 08′   |
| Gedeckt              | 08′   |
| Dolce                | 08′   |
| Vox caelestis        | 08′   |
| Traversflöte         | 04′   |
| Octavin              | 02′   |
| Plein jeu V          | 2 ⁄3′ |
| Basson               | 16′   |
| Trompette harmonique | 08′   |
| Vox humana           | 08′   |
| Tremulant            |       |

| Pedal C–g1    |         |
| Principalbass | 16′     |
| Subbass       | 16′     |
| Echobass      | 16′     |
| Quinte        | 10 2⁄3′ |
| Octavbass     | 08′     |
| Violoncello   | 08′     |
| Dolce         | 08′     |
| Choralbass    | 04′     |
| Bombarde      | 16′     |
| Trompete      | 08′     |

- Koppeln: II/I, III/I (auch als Superoktavkoppel), III/II, I/P, II/P, III/P (auch als Superoktavkoppel)
- Spielhilfen: Crescendotritt mit zwei Programmen, Setzeranlage, USB-Schnittstelle

#### Chororgel
Die Chororgel befindet sich an der Südwand im Hochchor der Kathedrale. Ihr modern gestalteter Prospekt hebt sich stark vom historischen Hintergrund ab und setzt in seiner Sachlichkeit einen Akzent auf das musikalische Innenleben des Instrumentes, das von der Späth Orgelbau AG (Rapperswil) neu erbaut wurde. Die acht auf zwei Manuale und Pedal verteilten Register der Orgel vermitteln dank zweier Vorabzüge und einer Transmission den Eindruck einer elf Register umfassenden Orgel. Sie sind barock gehalten und bilden in ihrem Klangideal einen Gegenpol zur Hauptorgel. Die Trakturen sind mechanisch. Das Instrument ist mit einem Tremulanten ausgestattet, der auf das gesamte Werk wirkt. Das Instrument umfasst 624 Pfeifen.
| I Manual C–f3 |    |
| Principal     | 8′ |
| Rohrgedeckt   | 8′ |
| Octave        | 4′ |
| Doublette     | 2′ |
| Mixtur III    |    |

| II Manual C–f3 |       |
| Gedeckt        | 8′    |
| Spitzflöte     | 4′    |
| Flautino       | 2′    |
| Cornettino III | 2 ⁄3′ |
| Tremulant      |       |

| Pedal C–f1 |         |
| Subbass    | 16′     |
| Oktavbass  | 08′ Tr. |

- Koppeln: II/I, I/P, II/P

### Glocken
Die heutigen Glocken stammen aus den Jahren 1821 und 1977.
| Glocke | Name                             | Gussjahr | Gießer, Gussort            | Durchmesser | Masse (ca.) | Schlagton (HT-1/16) |
| ------ | -------------------------------- | -------- | -------------------------- | ----------- | ----------- | ------------------- |
| 1      | St. Luzius und Martha            | 1822     | Jakob Grassmayr, Feldkirch | 1.865 mm    | 3.892 kg    | as0 +4              |
| 2      | Karl Borromäus, Flurinus, Beatus | 1822     | Jakob Grassmayr, Feldkirch | 1.468 mm    | 1.898 kg    | 0c1 +1              |
| 3      | Agatha (Angelus-Glocke)          | 1822     | Jakob Grassmayr, Feldkirch | 1.192 mm    | 1.016 kg    | es1 +4              |
| 4      | Maria                            | 1977     | Rüetschi AG, Aarau         | 1.151 mm    | 0914 kg     | 0f1 +4              |
| 5      | Rosenkranz-Glocke (Pest-Glocke)  | 1821     | Jakob Grassmayr, Feldkirch | 0945 mm     | 0506 kg     | as1 +6              |
| 6      | Georg (Herren-Glocke)            | 1821     | Jakob Grassmayr, Feldkirch | 0744 mm     | 0247 kg     | 0c2 +4              |